# Ardian Bujupi
Ardian Bujupi, född 27 april 1991 i Pristina, är en tysk sångare född i Kosovo. Han blev känd 2011 för sitt deltagande i Deutschland sucht den Superstar. 

## Biografi
Bujupis familj flyttade till Tyskland då han endast var ett år gammal för att komma undan kriget. Hans singel "This is my Time" tillbringade en vecka på singellistan i både Schweiz och Österrike där den låg på plats 44 respektive 69. I Tyskland låg den på listan i tre veckor och som högst på plats 40. Han har även släppt ett studioalbum med titeln To The Top. I december 2012 ställer han upp i Festivali i Këngës 51, Albaniens uttagning till Eurovision Song Contest 2013. Han tävlar med låten "I çmendur për ty", komponerad av honom själv. Han lottades till startnummer 11 i den första semifinalen, 20 december 2012, och lyckades där ta sig vidare till finalen som hölls den 22 december. I finalen var han först ut att sjunga, och efter att ha fått 10 poäng slutade han på 11:e plats.
2014 släppte han låten "Boom Rakatak" som fick över 4 miljoner visningar på Youtube. I juni 2015 släppte han sin andra låt på albanska med titeln "A po don me".

## Diskografi

### Album
- 2011 – To the Top
- 2015 – Ardicted

### Singlar
- 2011 – "This Is My Time"
- 2011 – "Rise to the Top"
- 2012 – "I'm Feeling Good"
- 2012 – "Make You Mine"
- 2012 – "I çmendur për ty"
- 2014 – "Boom Rakatak"
- 2015 – "A po don me"